# Râul Hlinoasa
Râul Hlinoasa (în ucraineană Хліноaca) este un râu din județul Suceava, România, afluent al Râului Bilca Mică. Cursul de apă este paralel cu frontiera României cu Ucraina.